# Brownstown, Illinois
Brownstown là một làng thuộc quận Fayette, tiểu bang Illinois, Hoa Kỳ. Năm 2010, dân số của làng này là 759 người.

## Dân số
Dân số qua các năm:
- Năm 2000: 705 người.
- Năm 2010: 759 người.